# Evangelische Kirche Bicken

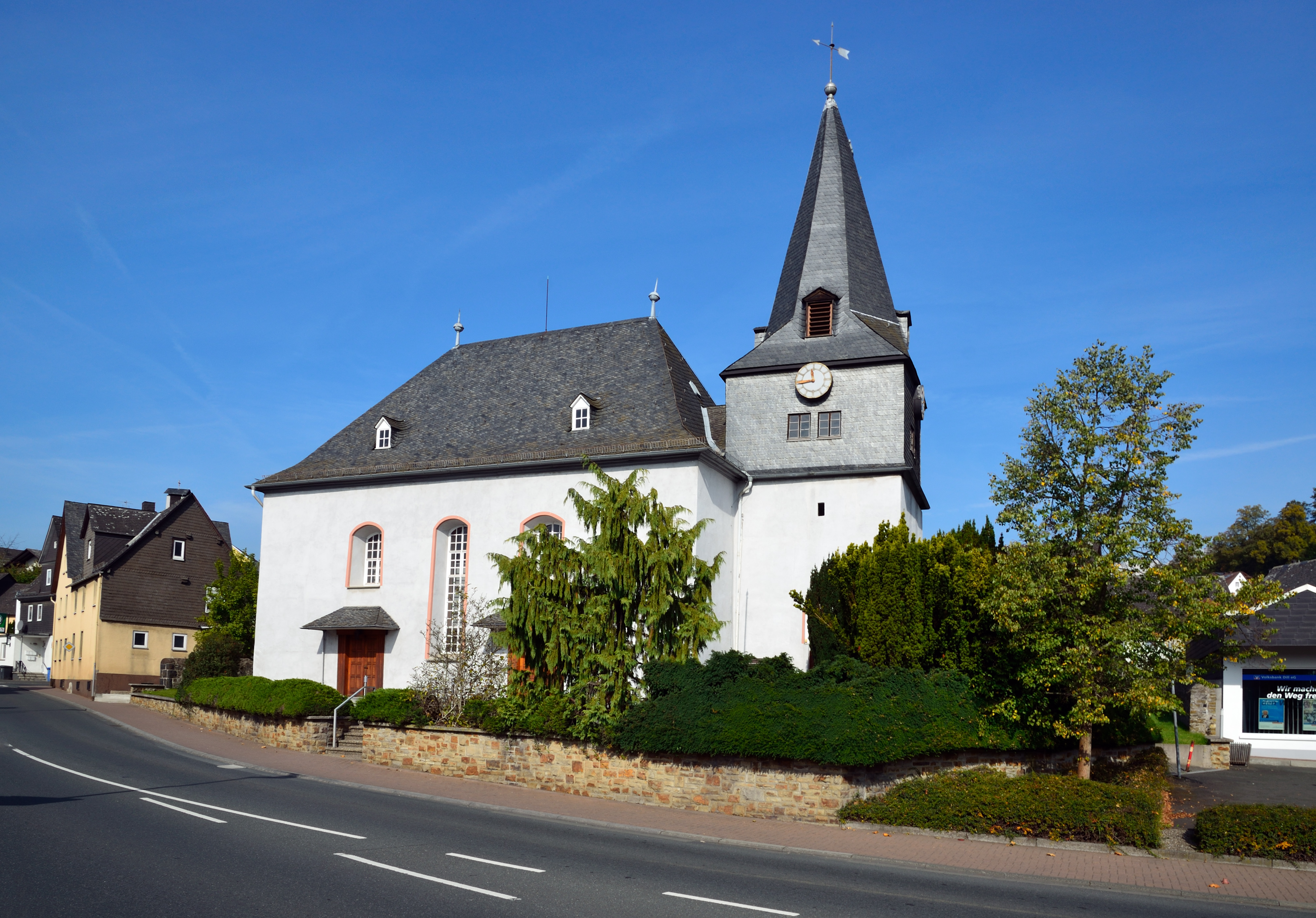
Evangelische Kirche

Die evangelische Kirche ist ein denkmalgeschütztes Kirchengebäude in Bicken, einem Ortsteil der Gemeinde Mittenaar im Lahn-Dill-Kreis (Hessen). Die Kirchengemeinde gehört zum Dekanat an der Dill in der Propstei Nord-Nassau der Evangelischen Kirche in Hessen und Nassau.

## Geschichte und Architektur
Der mittelalterliche Chorturm mit verschiefertem Glockengeschoss und einem Spitzhelm geht wohl noch auf die Burgkapelle der Ritter von Bicken zurück. Er wurde 1559 errichtet. Es sind Reste spätmittelalterlicher Wandmalereien zu sehen. Das Kirchenschiff wurde 1756 als Querkirche gebaut. Die dreiseitigen, quer orientierten Emporen sind mit 1787 bezeichnet. Der Altar und die Kanzel von 1787 stehen an der emporenfreien nördlichen Längsseite. Die Raßmann-Orgel von 1837 ist überregional bekannt. Sie ist 2016 renoviert und erweitert worden (zwei Manuale/Pedal/18 Register).